# Stadionul Lujniki
Arena Sportivă Mare a Complexului Sportiv Lujniki, sau pe scurt Stadionul Lujinski (rusă Стадион Лужники), este cel mai mare stadion din Rusia.